# Баксари (присілок)
Бакса́ри (рос. Баксары) — присілок у складі Леб'яжівського округу Курганської області, Росія.
Населення — 61 особа (2010, 103 у 2002).